# Кашине Ђаноти (Новара)
Кашине Ђаноти је насеље у Италији у округу Новара, региону Пијемонт.
Према процени из 2011. у насељу је живело 64 становника. Насеље се налази на надморској висини од 192 м.